# Villaralbo
Villaralbo é um município da Espanha na província de Zamora, comunidade autónoma de Castela e Leão, de área 22,15 km² com população de 1669 habitantes (2004) e densidade populacional de 75,35 hab/km².

## Demografia
| Variação demográfica do município entre 1991 e 2004 | Variação demográfica do município entre 1991 e 2004 | Variação demográfica do município entre 1991 e 2004 | Variação demográfica do município entre 1991 e 2004 |
| --------------------------------------------------- | --------------------------------------------------- | --------------------------------------------------- | --------------------------------------------------- |
| 1991                                                | 1996                                                | 2001                                                | 2004                                                |
| 1533                                                | 1595                                                | 1649                                                | 1669                                                |